# فرنچس فورست، نیو ساوت ولز
فرنچس فورست (به انگلیسی: Frenchs Forest) یک حومه شهر در استرالیا است که در نیو ساوت ولز واقع شده‌است.